# Hartmut Usadel

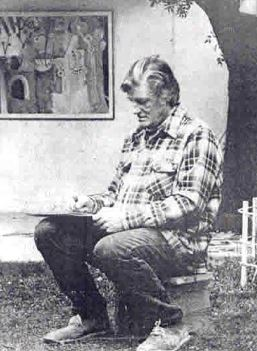
Hartmut Usadel

Hartmut Usadel (* 22. Dezember 1933 in Potsdam; † 18. Oktober 2018 in Mallorca, Spanien) war ein deutsch-spanischer Maler.

## Leben und Wirken
Hartmut Usadel, Sohn von Georg Usadel, schloss 1952 eine Schreinerlehre ab. Von 1954 bis 1958 studierte er an der Staatlichen Kunstakademie in Stuttgart. Dort genoss er den Unterricht von Willi Baumeister, der ihn auch privat unterrichtete. Während des Studiums verbrachte Usadel einige Zeit in Südfrankreich.
Nach dem Studium lebte und wirkte Usadel von 1959 bis 1962 in Ibiza und von 1966 bis 1967 in der Karibik. Usadel hatte Ausstellungen seiner Malerei unter anderem in New York, London, Berlin und Paris. Von 1977 bis 1990 führte Usadel eine Galerie in S’Arraco, Mallorca, und von 1990 bis 1994 eine Galerie in Andratx, Mallorca.
Ab 1997 führte Usadel mit Tina Horne den Kulturverein „Sa Taronja“ in Andratx, Mallorca. Usadel lebte seit 1962 in Mallorca und nahm 1980 die spanische Staatsbürgerschaft an.
Hartmut Usadel starb am 18. Oktober 2018 in seinem Heim auf Mallorca im Alter von 84 Jahren. Er hinterließ seine Frau und zwei Kinder.